# 革叶三花槭
革叶三花槭（学名：Acer triflorum var. subcoriacea）为槭树科槭属下的一个变种。

## 扩展阅读
- 維基物種上的相關：革叶三花槭